# Moonlight Jellyfish
Pour les articles homonymes, voir Moonlight.
Pour plus de détails, voir Fiche technique et Distribution.
Moonlight Jellyfish est un film dramatique japonais réalisé par Kosuke Tsurumi, sorti en 2003.

## Synopsis
Seiji fait tout ce qu'il peut pour que son frère cadet Michio, qui souffre d'une maladie mortelle, puisse avoir toute l'attention médicale dont il a besoin. Ne voyant aucune alternative, il rejoint le clan des Yakuza. Un jour, il rencontre la charmante Keiko qui est la bonté personnifiée. Profondément influencé par cette rencontre, Seiji tente de tourner le dos à ses « amis » de l'ombre. Mais ceux-ci n'apprécient pas du tout cette action...

## Fiche technique
- Titre : Moonlight Jellyfish
- Titre original : Moonlight Jellyfish
- Réalisation : Kōsuke Tsurumi
- Scénario : Kōsuke Tsurumi
- Musique : Yūichi Watanabe et Tsukiko Amano
- Pays d'origine :  Japon
- Format : 35 mm, 1.85, couleur, Dolby Digital 2.0 Stereo
- Genre : Film dramatique
- Durée : 114 minutes
- Date de sortie : 2003

## Distribution
- Tatsuya Fujiwara : Seiji Terasawa
- Ryo Kimura : Michio Terasawa
- Aya Okamoto : Keiko Minamitani
- Renji Ishibashi : Le capitaine Sugiura
- Tetsuo Ishidate : Genzo Yamashita
- Kaori Mizushima : Mitsuko Takada
- Koga Mizuki : Wang
- Yoshihiko Hakamada : Tadashi Miki
- Hitoshi Ozawa : Kenichi Kakizaki